# Rosengård
Rosengård (lit. rosaleda o rosedal) es un distrito en el área urbana de Öster, en Malmö, Suecia. A menudo es erróneamente calificado de suburbio, aun siendo Rosengård una parte integrante de la ciudad de Malmö y, contrariamente a la creencia común, bastante céntrico, muy próximo al distrito central. Desde hace ya varios años es un destino para los inmigrantes no occidentales, ya que cerca del 90% de la población es de ascendencia extranjera. También fue lugar de disturbios en diciembre de 2008 y en agosto de 2020.

## Historia

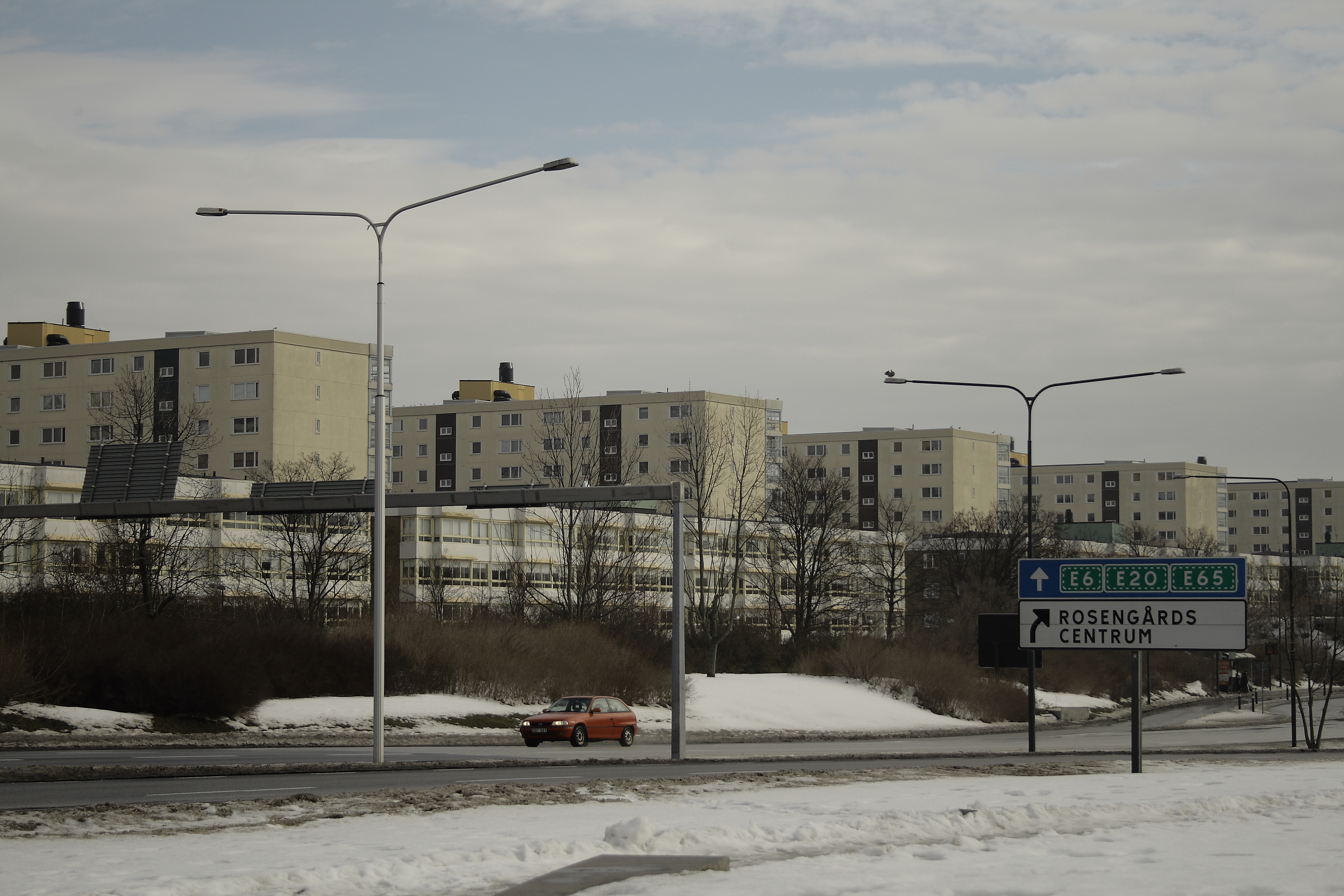
Amiralsgatan, uno de los caminos principales que conectan con el centro de Malmö.

El terreno donde actualmente se encuentra Rosengård era anteriormente una parcela agrícola que no superaba los 5.000 habitantes. Sin embargo Malmö y otras ciudades suecas sufrían una gran escasez de vivienda barata. Con el desarrollo del Programa Ambiental hacia finales de los años 1960, la zona fue urbanizada extensivamente y para 1971 ya contaba con más de 20.000 habitantes. 
La mayor parte de Rosengård se construyó entre 1967 y 1972 como parte del Programa Millón, aunque algunas zonas, como la mansión en Herrgården y Östra kyrkogården, son más antiguas. Rosengård está poblado en gran medida por minorías. En 1972, el porcentaje de inmigrantes era de alrededor del 18%, y la mayoría de los habitantes eran personas de la clase trabajadora de las zonas rurales de Suecia. Desde 1974, ha habido una fuga blanca o huida de la población de origen escandinavo fuera del área, ya que se incorporando nuevas masas de inmigrantes no occidentales en la ciudad. En 2012, la cifra para las personas de origen inmigrante fue del 86%.
En un principio, Rosengård se consideraba como una especie de barrio futurista y la mayoría de sus residentes eran suecos. Sin embargo, al igual que sucedió con otros complejos habitacionales modernistas como Pruitt-Igoe en San Luis, (Misuri) o Cabrini-Green (Chicago), la calidad de los edificios y espacios públicos resultó ser inadecuada para las necesidades de los habitantes, y progresivamente, la población sueca se fue de Rosengård en busca de viviendas unifamiliares. Cuando los inmigrantes comenzaron a llegar entre los años 1960 y 1970, a menudo se les ofrecía vivienda en Rosengård. Hoy en día, casi el 90% de los habitantes es de origen musulmán.

## Barrios
- Apelgården
- Emilstorp
- Herrgården
- Kryddgården
- Persborg
- Rosengård Centrum
- Törnrosen
- Västra Kattarp
- Örtagården
- Östra kyrkogården

## Violencia
Rosengård también ha sido escenario de varios enfrentamientos violentos entre pandillas y entre los jóvenes residentes y las autoridades. Los equipos de bomberos y el personal de ambulancias también han sido amenazados y atacados, así como la policía. En junio de 2011, se realizaron disparos en la planta baja de la comisaría de policía de Rosengård y sin realizarse detenciones.

### Disturbios de 2008
En diciembre de 2008, se produjeron disturbios cuando los jóvenes se enfrentaron a la policía,  incendiando automóviles, carromatos, quioscos, cobertizos de edificios, estaciones de reciclaje y cobertizos para bicicletas. El trasfondo de los disturbios fue el desalojo de una mezquita local. El motín fue el más violento hasta ahora visto en un suburbio de Suecia. El motín finalmente terminó cuando se envió a las fuerzas policiales de Gotemburgo y Estocolmo. 
En su informe de diciembre de 2015, las autoridades policiales de Suecia colocaron a la mitad sur del distrito en la categoría más severa de áreas urbanas con altas tasas de criminalidad.

### Disturbios de 2016
En el verano de 2016, Malmö en Suecia sufrió una ola de incendios de vehículos donde 70 vehículos fueron destruidos en una serie de ataques. Aproximadamente la mitad de los incendios se produjeron en Rosengård. Ese mismo año, después de que una familia delictiva fuera desalojada para reducir la delincuencia, la oficina de la empresa de vivienda fue objeto de tres atentados con bomba.

### Disturbios de 2020

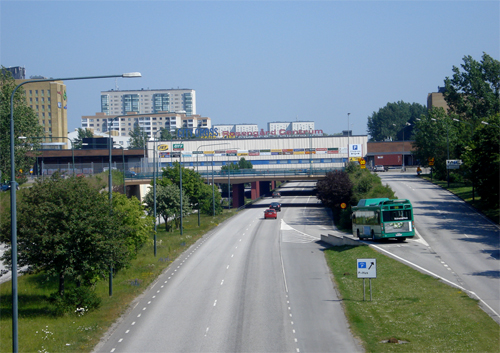
Rosengård Centrum.

En agosto de 2020, otros disturbios en Malmö comenzaron en Rosengård con alrededor de 300 personas. Los disturbios estallaron a las 19:00 de la noche después de que activistas del partido danés Hard Line (political party) quemaron un Corán durante la tarde y publicaron un video de su acción en las redes sociales. Las autoridades suecas le habían negado anteriormente al líder del partido Hard Line, Rasmus Paludan, un permiso para realizar una manifestación con la quema del Corán y lo detuvieron en la frontera. Los alborotadores prendieron fuego a la propiedad y atacaron a los agentes de policía y al vehículo policial con piedras mientras cantaban consignas antisemitas.

## Demografía
| Gráfica de evolución de Rosengård entre 1961 y 2021 |
|                                                     |
| Malmö.                                              |

Originalmente, la población de Rosengård estaba compuesta por una mayoría sueca: cerca de un tercio de sus habitantes provenían de la misma ciudad de Malmö. Sin embargo, problemas en el diseño de los edificios (algunos de los cuales son considerados opresivos o carentes de identidad) y espacios públicos, la población sueca fue sustituida paulatinamente por inmigrantes. De acuerdo con cifras de la Municipalidad de Malmö, cerca de 60% de sus habitantes nacieron fuera de Suecia, y otro 26% nació en Suecia de padres extranjeros. El Islam está presente en Rosengård y es patente por la cantidad de restaurantes, tiendas y mezquitas destinadas a los residentes de cultura islámica.
Los grupos de emigrantes más numerosos provienen de:
- Irak (2957)
- RFS de Yugoslavia (2172)
- Líbano (1370)
- Bosnia y Herzegovina (1211)
- Somalia (550)
- Dinamarca (541)
- Polonia (475)
- Afganistán (406)
- Turquía (357)
- Pakistán (230)

## Cine
El documental del 2005 "Gränser Utan - en film om idrott och integration" (Sin Fronteras - Una película sobre deporte e Integración) fue filmado por el periodista Paul Jackson para el club deportivo IFK Malmö y fue descrito por el diario sueco Aftonbladet como "un documental sobre cómo tener éxito con la integración" de los inmigrantes en la sociedad sueca. Uno de los protagonistas del documental es el terrorista Osama Krayem, quien pasó "toda su infancia en Rosengard" y fue integrante de Estado Islámico y uno de los autores de los atentados de 2016 en Bruselas.